# Escom
Escom was een Duitse keten van computerwinkels, met vestigingen in Nederland, Duitsland en het Verenigd Koninkrijk. Mede door overname van bestaande ketens groeide Escom begin jaren negentig snel. Er kwamen vestigingen in alle grote steden in Nederland. De snelle groei speelde Escom parten. Er was gebrekkig management en er ontstond negatieve naamsbekendheid doordat de service te wensen over liet. Over 1995 leed het beursgenoteerde bedrijf een verlies van 185 miljoen Duitse mark. Omdat er geen reddingsactie op gang kwam, werd de keten op 15 juli 1996 failliet verklaard. Er werd echter wel tijdelijk een doorstart gemaakt onder de naam Escom 2001.
Escom betaalde in het voorjaar van 1995 nog 14 miljoen dollar voor de overname van de bezittingen van het failliete Commodore International, bekend van de Commodore 64 en Amiga-computers. Daarbij was Escom vooral op de merknaam Commodore uit. Er werd meteen begonnen met de verkoop van computersystemen onder die merknaam. Voor Amiga-gerelateerde artikelen werd een aparte divisie opgezet.
Na het faillissement van Escom werd de merknaam Commodore overgenomen door Tulip en het merk Amiga door Gateway.  

## Filialen
Escom had in Nederland filialen in de volgende steden.
| Voormalige Escom-filialen | Voormalige Escom-filialen | Voormalige Escom-filialen | Voormalige Escom-filialen |
| ------------------------- | ------------------------- | ------------------------- | ------------------------- |
| Alkmaar                   | Delft                     | Heerenveen                | Utrecht St. Jacobsstraat  |
| Alphen aan den Rijn       | Den Bosch                 | Heerlen                   | Utrecht Nachtegaalstraat  |
| Amersfoort                | Den Haag Marktstraat      | Hilversum                 | Venlo                     |
| Amsterdam Ceintuurbaan    | Den Haag Teresiastraat    | Leeuwarden                | Vlissingen                |
| Amsterdam Parnassusweg    | Deventer                  | Leiden                    | Zwolle                    |
| Apeldoorn                 | Eindhoven Nieuwstraat     | Maastricht                |                           |
| Arnhem                    | Emmen                     | Nijmegen                  |                           |
| Assen                     | Enschede                  | Rotterdam Meent           |                           |
| Bergen op Zoom            | Groningen                 | Rotterdam Oostmolenwerf   |                           |
| Breda                     | Haarlem                   | Tilburg                   |                           |